# أمل جديد
أمل جديد هو حزب سياسي إسرائيلي يصنف بأنه حزب يمين وسط إلى اليمين وطني ليبرالي.